# Lyngen
Lyngen (tiếng Bắc Sami: Ivggu suohkan; Kven: Yykeän komuuni) là một đô thị và một vịnh hẹp ở hạt Troms, Na Uy. Trung tâm hành chính của đô thị này là làng Lyngseidet.
Lyngen được thành lập như khu đô thị ngày 1 tháng 1 năm 1838 (xem formannskapsdistrikt). Vào ngày 01 tháng 1 năm 1867, phần Sørfjorden của Karlsøy đô thị (dân số: 862 người) đã được chuyển giao cho Lyngen. Sau đó, ngày 1 tháng 1 năm 1875, một phần nhỏ của Lyngen (dân số: 7 người) đã được chuyển giao cho Balsfjord. Vào ngày 1 tháng 1 năm 1902, khu vực Sørfjorden (dân số: 1139 người) đã được tách ra từ Lyngen để hình thành một đô thị mới, mà sau này được đổi tên Ullsfjord.